# Língua phon
Phom é uma língua sino-tibetana falada pelo povo Phom Nagas de Nagaland, Nordeste da Índia. Seus falantes são encontrados principalmente no Distrito de Longlong e em algumas partes dos distritos fronteiriços. 
Nomes alternativos para a língua Phom incluem Phom, Phom shah. "Shah" é a palavra Phom para linguagem. Um Morung é chamado de Pang na língua Phom e os tambores de tora de árvore são chamados de Shem.

## Fonologia
Esta tabela fonológica é de Burling (1998).
|             |             | Bilabial | Alveolar | Pós-alveolar | Palatal | Velar | Glotal |
| ----------- | ----------- | -------- | -------- | ------------ | ------- | ----- | ------ |
| Oclusiva    | Aspirada    | pʰ       | tʰ       |              |         |       |        |
| Oclusiva    | Sonora      | b        | d        |              |         |       |        |
| Africada    | Aspirada    |          |          | t͡ʃʰ          |         |       |        |
| Africada    | Sonora      |          |          | d͡ʒ           |         |       |        |
| Fricativa   | Surda       |          |          | ʃ            |         |       | h      |
| Fricativa   | Sonora      |          |          | ʒ            |         |       |        |
| Nasal       | Nasal       | m        | n        |              | ɲ       | ŋ     |        |
| Aproximante | Aproximante |          |          |              | j       |       |        |

## Escrita
A língua Phom é escrita com o alfabeto latino de 27 letras. Usa-se extensivamente a letra Ü.

## Vocabulário
Grande parte do vocabulário de Phom é herdado do proto-sino-tibetano].
| Tradução     | Chinês antigo | Escrita Tibetana | Escrita Birmanesa | Phom |
| ------------ | ------------- | ---------------- | ----------------- | ---- |
| "Eu"         | 吾 *ŋa        | nga              | ŋa                | ngei |
| "Tu"         | 汝 *njaʔ      | –                | naŋ               | nüng |
| "Não"        | 無 *mja       | ma               | ma'               |      |
| "Dois"       | 二 *njijs     | gnyis            | hnac < *hnit      | nyi  |
| "Três"       | 三 *sum       | gsum             | sûm               | jem  |
| "Cinco"      | 五 *ŋaʔ       | lnga             | ŋâ                | nga  |
| "Seis"       | 六 *C-rjuk    | drug             | khrok < *khruk    | vok  |
| "sol", "dia" | 日 *njit      | nyi-ma           | ne < *niy         | nyih |
| "nome"       | 名 *mjeŋ      | ming             | ə-mañ < *ə-miŋ    | men  |
| "olho"       | 目 *mjuk      | mig              | myak              | mük  |
| "peixe"      | 魚 *ŋja       | nya              | ŋâ                | nyah |
| "cão"        | 犬 *kʷʰenʔ    | khyi             | khwe < *khuy      | shi  |

## Amostra de texto
O shang meya, obü yingnyüshang meya
Meihongnyüi bühpü nyühük bajaha
Yingnyü Apaihong vannyaü pü agpeih
Jaidem naühan pangpao yingnyü shangma pang
Português
Ó, na montanha, nossos ancestrais estavam no monte Yingnyüshang
A humanidade são todos irmãos e irmãs nascidos de Meihongnyüi
Árvore musical foi derrubada em Yingnyü Apaihong
Os costumes sociais entre os irmãos foram compartilhados no monte Yingnyüshang